# Ngân hàng Phát triển châu Á

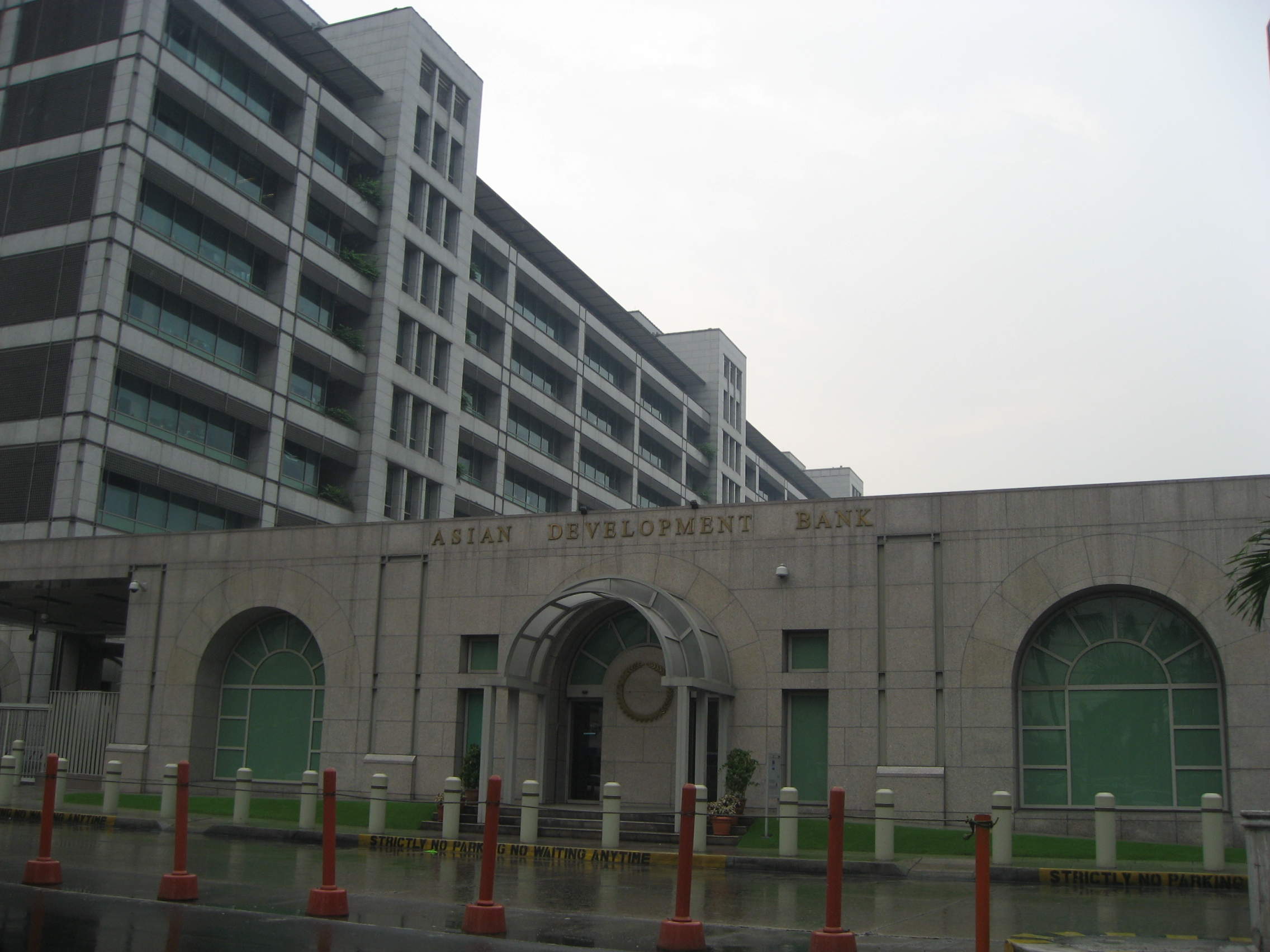
Trụ sở Ngân hàng Phát triển châu Á ở Manila

Ngân hàng Phát triển châu Á (tiếng Anh: The Asian Development Bank; viết tắt: ADB) là một thể chế tài chính đa phương cung cấp các khoảng tín dụng và hỗ trợ kỹ thuật nhằm giúp các nước châu Á xóa đói giảm nghèo, phát triển kinh tế-xã hội. ADB được thành lập vào năm 1966, có trụ sở chính tại Manila, và chủ tịch là một người Nhật Bản.

## Lịch Sử Phát Triển
Thập niên 1960
1963: Liên Hợp Quốc quyết định thiết lập thể chế tài chính để tăng cường sự phát triển kinh tế và hợp tác
1965: Tổng thống Philippines là Diosdado Macapagal mở bước khai phá cho vùng Đông Nam Á bằng cách vận động việc đặt trụ sở chính ở Manila
1966: ADB được thành lập ở Manila vào ngày 12/12 với 31 thành viên để phục vụ trọng yếu khu vực nông thôn. Việt Nam Cộng hòa góp USD 6,6 triệu trong số vốn một tỷ nguyên thủy.
1967: ADB phê duyệt dự án hỗ trợ kỹ thuật đầu tiên để giúp đỡ sản xuất lương thực ngũ cốc
Thập niên 1970
1970: Với mục đích mở rộng hoạt động, ADB thúc đẩy nguồn tài nguyên thêm nữa từ các tổ chức song phương và đa phương khác
1972: ADB chuyển đến trụ sở chính mới ở ngay bờ Vịnh Manila
1974: Quỹ phát triển châu Á được thiết lập để cung cấp các khoản vay ưu đãi cho các thành viên nghèo nhất của ADB
1978: ADB tập trung cải thiện đường sá và cung cấp điện
Thập niên 1980
1980: Tiến đến hành động chú tâm đến các vấn đề xã hội như giới tính, môi trường, giáo dục và sức khoẻ
1981: Ý thức được cuộc khủng hoảng dầu mỏ lần 2, ADB tiếp tục hỗ trợ phát triển cơ sở hạ tầng, đặc biệt là các dự án năng lượng
1985: Chính sách mới chú tâm đến nhu cầu liên quan đến phụ nữ tích cực hơn trong tiến trình hội nhập
1986: Thúc đẩy hỗ trợ bộ phận tư nhân, với khoản vay đầu tiên không có đảm bảo của chính phủ với Pakistan
Thập niên 1990
1991: ADB chuyển đến trụ sở chính mới ở Ortigas Center; khu này ngay sau đó phát triển nhanh chóng thành khu thương mại và tài chính của Manila
1992: ADB bắt đầu xúc tiến sự hợp tác khu vực, tiến gần hơn đến sợi dây liên kết giữa các Quốc gia trong tiểu vùng Sông Mekong
1997: Một số nước thuộc Liên Xô Cũ ở Trung Á gia nhập ADB, trong khi đó, một cuộc khủng hoảng tài chính đã làm rung chuyển châu Á
1999: ADB chấp nhận giảm đói nghèo là mục tiêu hàng đầu và phê duyệt một số chính sách đột phá
Thập niên 2000
2001: ADB thúc đẩy cơ cấu xã hội chiến lược dài hạn đển hướng dẫn hoạt động xuyên suốt đến 2015
2002: ADB giúp đỡ các nước hậu chiến như Afghanistan, Đông Timor
2004: ADB bổ nhiệm bà Khempheng Pholseno của Lào làm phó chủ tịch nữ đầu tiên

## Chức năng
Chức năng của ADB là hỗ trợ sự tăng trưởng kinh tế bền vững và công bằng, phát triển xã hội, quản lý kinh tế tốt.
Hỗ trợ tăng trưởng kinh tế bền vững và công bằng: tăng trưởng kinh tế không tự nhiên có tính bền vững và thường làm gia tăng mất công bằng. Để tăng trưởng bền vững và công bằng, cần có sự can thiệp trong khi vẫn đảm bảo một sự phát triển thân thiện với thị trường.
Phát triển xã hội: giúp đỡ các cá nhân, nhóm, cộng đồng để giảm thiểu những rủi ro trong quá trình phát triển kinh tế.
Quản lý kinh tế tốt: thực hiện các chính sách kinh tế một cách có trách nhiệm, có sự tham gia, có khả năng dự đoán, và minh bạch, chống tham nhũng.

## Các mục tiêu hoạt động
Để thực hiện được chức năng nói trên, ADB đề ra các mục tiêu cho hoạt động của mình, bao gồm: bảo vệ môi trường, hỗ trợ giới và phát triển, phát triển khu vực tư nhân, hỗ trợ hợp tác khu vực.
Bảo vệ môi trường: người nghèo ở thường bị buộc phải sống ở những khu vực có điều kiện môi trường bất lợi. Muốn xóa nghèo thì phải bảo vệ môi trường.
Hỗ trợ giới: ở nhiều nước, phần lớn người nghèo là phụ nữ. Hỗ trợ phụ nữ phát triển là một biện pháp xóa nghèo.
Hỗ trợ khu vực tư nhân: khuyến khích cải cách và hoàn thiện môi trường chính sách để tạo thuận lợi cho kinh tế tư nhân, hỗ trợ sự hợp tác giữa khu vực nhà nước và khu vực tư nhân, cho vay và hỗ trợ kỹ thuật cho các xí nghiệp tư nhân và thể chế tài chính tư nhân
Khuyến khích hợp tác và liên kết khu vực: khuyến khích sự hợp tác giữa các chính phủ để phát triển cơ sở hạ tầng, bảo vệ môi trường, thúc đẩy thương mại và đầu tư,...

## Cơ cấu tổ chức
- Về cơ cấu tổ chức, cơ quan ra quyết định cao nhất của ADB là Ban Thống đốc do mỗi quốc gia thành viên đóng góp một đại diện. Đến lượt nó ban Thống đốc lại tự bầu ra trong số họ 12 thành viên của Ban Giám đốc và các cấp phó của họ. 8 trong số 12 thành viên này là đại diện của các quốc gia trong khu vực(các quốc gia châu Á - Thái Bình Dương) và số còn lại là từ các quốc gia ngoài khu vực.
- Ban Thống đốc còn bầu ra chủ tịch Ngân hàng, là người đứng đầu Ban Giám đốc và điều hành ADB. Mỗi chủ tịch giữ cương vị của mình trong một nhiệm kì kéo dài 5 năm và có thể được tái đắc cử. Theo truyền thống và vì Nhật Bản là một trong những cổ đông lớn nhất của ADB, cho nên chủ tịch của ADB đã luôn là người Nhật. Chủ tịch đương nhiệm của ADB là Masatsugu Asakawa (từ 2020 đến nay)
- Trụ sở của ngân hàng ADB đặt tại 6 ADB Avenue, thành phố Mandaluyong, Metro Manila, Philippine, và có văn phòng đại diện trên khắp thế giới. Hiện ADB có khoảng 2400 nhân viên, đến từ 53 trên tổng số 67 quốc gia thành viên (theo web ADB.org tính đến 2/2007), và gần một nửa số nhân viên của họ là người Philippine.

## Chủ tịch các đời của ADB
- Takeshi Watanabe 1966 - 1972
- Shiro Inoue 1972 - 1976
- Taroichi Yoshida 1976 - 1981
- Masao Fujioka 1981 - 1989
- Kimimasa Tarumizu 1989 - 1993
- Mitsuo Sato 1993 - 1999
- Tadao Chino 1999 - 2005
- Haruhiko Kuroda 2005 - 2013
- Takehiko Nakao 2013 - 2020
- Masatsugu Asakawa 2020 - nay

## Các quốc gia thành viên
Dưới đây là danh sách các quốc gia thành viên của ADB. Con số sau mỗi tên nước là năm tham gia.
|  | Nhật Bản (1966)                    |
|  | Afghanistan (1966)                 |
|  | Armenia (2005)                     |
|  | Australia (1966)                   |
|  | Azerbaijan (1999)                  |
|  | Bangladesh (1973)                  |
|  | Bhutan (1982)                      |
|  | Brunei Darussalam (2006)           |
|  | Campuchia (1966)                   |
|  | Cộng hoà Nhân dân Trung Hoa (1986) |
|  | Quần đảo Cook (1976)               |
|  | Fiji (1970)                        |
|  | Gruzia (2007)                      |
|  | Hồng Kông, Trung Quốc (1969)       |
|  | Ấn Độ (1966)                       |
|  | Indonesia (1966)                   |
|  | Kazakhstan (1994)                  |

|  | Kiribati (1974)             |             |
|  | Hàn Quốc (1966)             |             |
|  | Kyrgyzstan (1994)           |             |
|  | Vương quốc Lào (1966),      | Lào kế thừa |
|  | Malaysia (1966)             |             |
|  | Maldives (1978)             |             |
|  | Quần đảo Marshall (1990)    |             |
|  | Liên bang Micronesia (1990) |             |
|  | Mông Cổ (1991)              |             |
|  | Myanmar (1973)              |             |
|  | Nauru (1991)                |             |
|  | Nepal (1966)                |             |
|  | New Zealand (1966)          |             |
|  | Pakistan (1966)             |             |
|  | Palau (2003)                |             |
|  | Papua New Guinea (1971)     |             |

|  | Philippines (1966)        |                  |
|  | Samoa (1966)              |                  |
|  | Singapore (1966)          |                  |
|  | Quần đảo Solomon (1973)   |                  |
|  | Sri Lanka (1966)          |                  |
|  | Đài Loan (1966)           |                  |
|  | Tajikistan (1998)         |                  |
|  | Thái Lan (1966)           |                  |
|  | Đông Timor (2002)         |                  |
|  | Tonga (1972)              |                  |
|  | Turkmenistan (2000)       |                  |
|  | Tuvalu (1993)             |                  |
|  | Uzbekistan (1995)         |                  |
|  | Vanuatu (1981)            |                  |
|  | Việt Nam Cộng hòa (1966), | Việt Nam kế thừa |

|  | Áo (1966)       |
|  | Bỉ (1966)       |
|  | Canada (1966)   |
|  | Đan Mạch (1966) |
|  | Phần Lan (1966) |
|  | Pháp (1970)     |

|  | Đức (1966)        |
|  | Ireland (2006)    |
|  | Ý (1966)          |
|  | Luxembourg (2003) |
|  | Hà Lan (1966)     |
|  | Na Uy (1966)      |
|  | Bồ Đào Nha (2002) |

|  | Tây Ban Nha (1986)                             |
|  | Thụy Điển (1966)                               |
|  | Thụy Sĩ (1967)                                 |
|  | Thổ Nhĩ Kỳ (1991)                              |
|  | Vương quốc Liên hiệp Anh và Bắc Ireland (1966) |
|  | Hoa Kỳ (1966)                                  |